# Newbold-on-Stour
Newbold-on-Stour är en by i Warwickshire i England. Byn är belägen 19 km 
från Warwick. Orten har 535 invånare (2015).